# ナナロク社
株式会社ナナロク社（ななろくしゃ）は、日本の出版社。

## 概要
2008年に設立。詩集や歌集、エッセイなどの人文書や写真集などを出版している。装丁に祖父江慎、名久井直子らが名を連ねており、造本に特徴のある出版物が多く見られる。2011年刊行の川島小鳥の写真集『未来ちゃん』がベストセラーとなって一躍注目される。2020年からは新人歌人の第一歌集刊行を目的とした公募企画「あたらしい歌集選考会」を開催している。取次の取引先は地方・小出版流通センター。

## 沿革
- 2008年 - ナナロク社を創業。
- 2011年 - 川島小鳥『未来ちゃん』で第42回講談社出版文化賞を受賞[3]。
- 2020年 - 第一回「あたらしい歌集選考会」開催。選者は木下龍也と岡野大嗣で、受賞者は森口ぽるぽと島楓果[4]。

## 主な出版書

### 詩集・歌集
- 岩崎航『いのちの花、希望のうた』
- 木下龍也、岡野大嗣『玄関の覗き穴から差してくる光のように生まれたはずだ』
- 谷川俊太郎『バウムクーヘン』『生きる』『こんにちは』など
- 谷川俊太郎、木下龍也、岡野大嗣『今日は誰にも愛されたかった』
- 一青窈『みんな楽しそう』
- 三角みづ紀『とりとめなく庭が』『よいひかり』
- 木下龍也『あなたのための短歌集』
- 岡野大嗣『音楽』
- 森口ぽるぽ『インロック』
- 島楓果『すべてのものは優しさを持つ』
- 岡本真帆『水上バス浅草行き』

### 日本文学・エッセイ
- 鹿子裕文『へろへろ 雑誌「ヨレヨレ」と「宅老所よりあい」の人々 』『ブードゥーラウンジ』
- 鷹野隆大の『鷹野隆大エッセイ集「毎日写真」』
- 齋藤陽道『それでも それでも それでも』『写訳春と修羅』
- 田尻久子『猫はしっぽでしゃべる』
- 鳥羽和久『おやときどきこども』
- 舞城王太郎『深夜百太郎 入口』『深夜百太郎 出口』
- 若松英輔『若松英輔エッセイ集 悲しみの秘義』
- 和田誠『もう一度 倫敦巴里』

### 海外文学
- ウィスット・ポンニミット『ヒーシーイット オレンジ』など

### 絵本・コミックス
- 藤岡拓太郎『たぷの里』『藤岡拓太郎作品集 夏がとまらない』
- おほしんたろう『学校と先生』
- 史群アル仙『史群アル仙作品集 今日の漫画』『史群アル仙作品集 今日の漫画２』
- 長崎訓子『Catnappers　猫文学漫画集』

### 芸術・写真集
- 池田修三絵葉書と豆本『はじまり』『いろどり』版画集『センチメンタルの青い旗』
- 植本一子『フェルメール』
- 岡﨑乾二郎『視覚のカイソウ』
- 川島小鳥『未来ちゃん』など
- 近藤聡乃『近藤聡乃作品集』
- パトリック・ツァイ『モダンタイムス』
- 『村上春樹とイラストレーター　佐々木マキ、大橋歩、和田誠、安西水丸』ちひろ美術館 監修